# 滋賀県下水道公社
財団法人滋賀県下水道公社（しがけんげすいどうこうしゃ）はかつて滋賀県全域の下水道を管理していた財団法人。滋賀県内の下水道普及推進・琵琶湖への汚水流出防止のために設立された。2013年3月31日をもって解散した。2013年4月1日からの業務は滋賀県琵琶湖環境部下水道課に継承された。

## 公社概要
- 設立：1982年3月31日
- 本社：滋賀県大津市松本1-2-1滋賀県大津合同庁舎5階
- 理事長：澤田史朗

## 浄化センター
- 湖南中部(草津市)・矢橋帰帆島内
- 湖西(大津市)
- 東北部(彦根市)
- 高島(高島市)

## 業務内容
- 下水道の維持・管理
- 下水道普及の推進
- 水質調査
- 下水道に関する広報業務
- 各種水処理系資格の技術講習会
- 企業・大学等との共同研究
- 浄化センター併設の公園の管理・整備